# Sibèria Occidental
La Sibèria Occidental ocupa una gran plana, anomenada plana siberiana occidental, situada en la zona occidental de Sibèria entre les muntanyes Urals a l'oest i el riu Ienissei a l'est, i les muntanyes Sayan. El límit sud és més imprecís i hom considera que és a les muntanyes Baikal.
Gran part de la plana té un drenatge deficient i està constituïda per les torberes més extenses del món. Entre les ciutats més importants es troben Omsk i Txeliàbinsk, que estan en la zona minera de carbó dels Urals. Les ciutats importants són Txeliàbinsk, Novossibirsk, Omsk i Tomsk, així com Surgut i Nijnevàrtovsk.
Els hiverns a la plana de Sibèria occidental són durs i llargs. El clima de la majoria de les zones planes és subàrtic o continental. La plana tenia grans reserves de petroli i gas natural. La major part de la producció de petroli i gas de Rússia es va extreure d'aquesta zona durant les dècades de 1970 i 80.

## Geografia
S'estén més de 2.400 km des de l'Oceà Àrtic fins a les muntanyes Altai i 1.900 km d'oest a est, més del 50% de la superfície.—i cobreix uns 2.6–2.7 milions km² o sigui un terç de Sibèria,

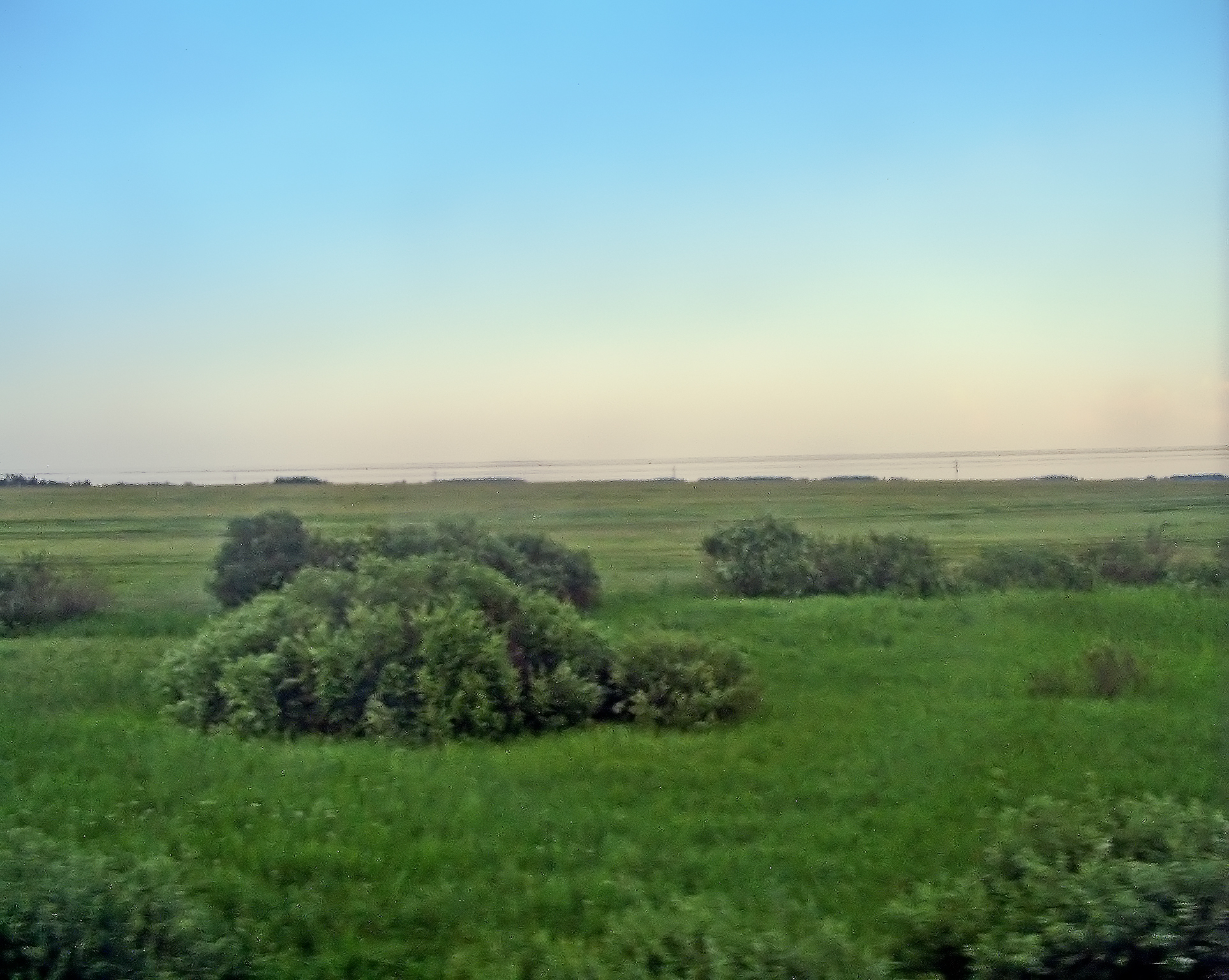
La plana de Sibèria occidental vista des del ferrocarril transsiberià fora de Tatarskaya

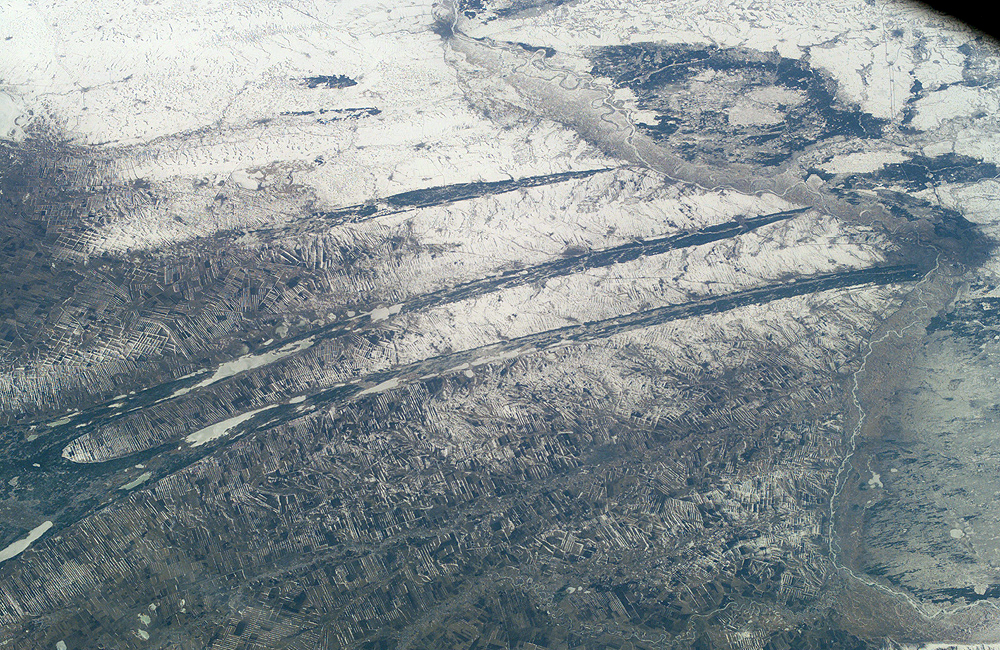
Altiplà de Priob

La plana de Sibèria Occidental es troba a l'est de les muntanyes Urals principalment al territori de Rússia. És una de les grans regions de Rússia i s'ha descrit com la terra baixa ininterrompuda més gran del món: més del 50% té menys del 100 m sobre el nivell del mar — i cobreix una àrea d'aproximadament 2.700.000 km² que és aproximadament un terç de Sibèria. S'estén de nord a sud durant 2500 km i arriba a la seva amplada màxima de 1500 km a la seva part sud. des de l'oceà Àrtic fins als contraforts de les muntanyes d'Altai i d'est a oest durant 1,900 km des de les muntanyes Ural fins al riu Ienisei. A més del Yenisei, altres rius principals de la plana de Sibèria occidental són d'oest a est l'Irtix, Obi, Nadym, Pur i Taz. Hi ha molts llacs i pantans i grans regions de les planes s'inunden a la primavera.

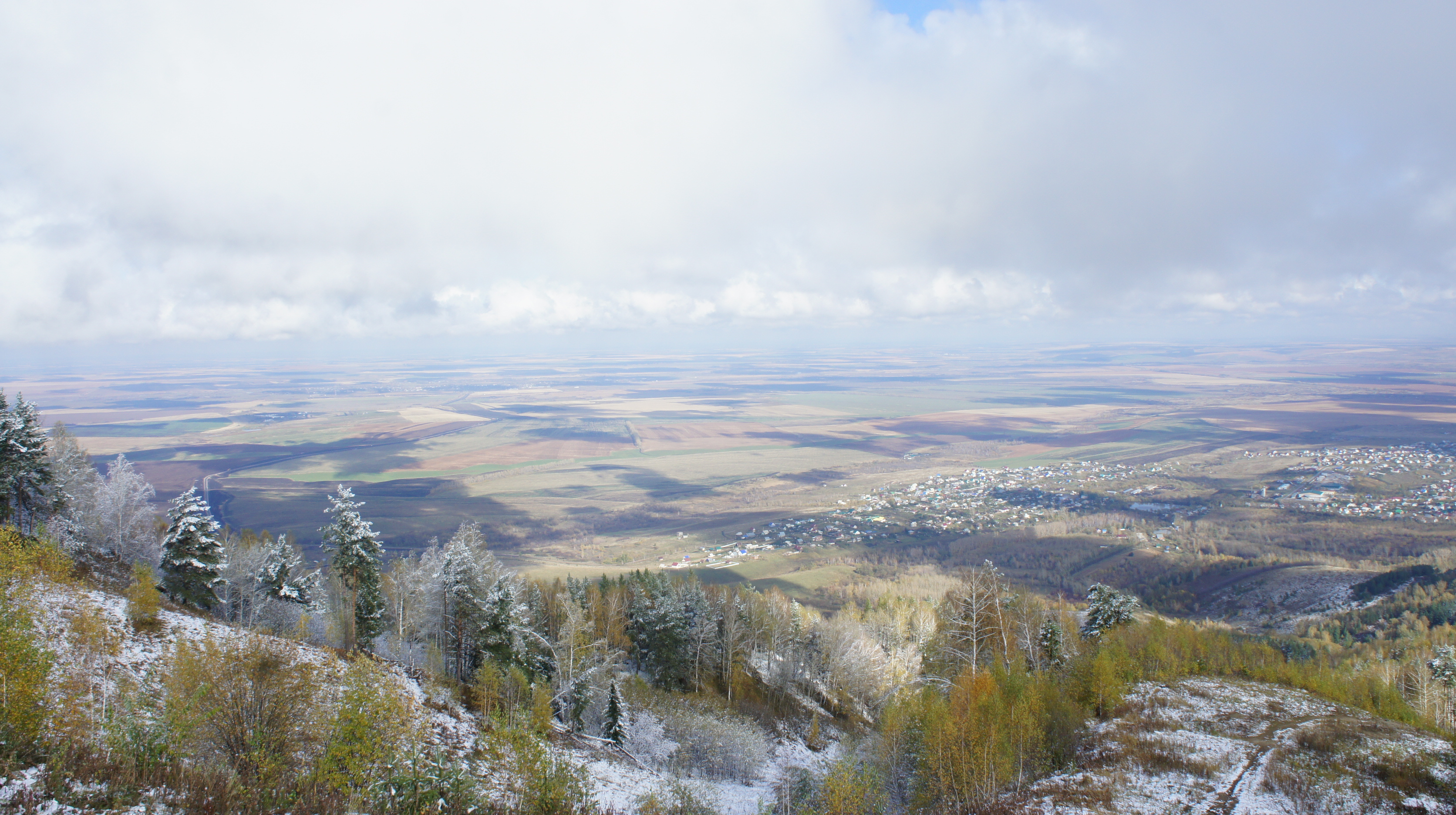
Frontera sud de Sibèria occidental: vista de la plana des dels contraforts de les muntanyes d'Altai (munt Tserkovka a Belokurikha)

El llarg riu Ienisei flueix àmpliament de sud a nord, a una distància de 3.530 km a l'oceà Àrtic, on aboca més de 20 milions de litres d'aigua per segon a la seva desembocadura. Juntament amb el seu afluent Angara, els dos rius flueixen 5,530 km. La vall formada pel Ienisei actua com una línia divisòria rugosa entre la plana de Sibèria Occidental i l'altiplà de la Sibèria Central. L’Uvali siberiana és una regió muntanyosa baixa que s'estén d'est a oest per la plana. Els dipòsits glacials s'estenen fins al sud fins a la confluència d'Obi-Irtix, formant ocasionals turons i carenes baixes, inclosa l’altiplà d'Obi al sud, però, en cas contrari, la plana és extremadament plana i sense trets. La plana d'Ishim i la terra baixa de Baraba al sud són zones agrícoles importants. Hi ha llacs salats a la plana de Kulunda, que s'estén cap al sud fins al Kazakhstan i està limitat al sud pels turons de Koksxetau.
La plana de Sibèria Occidental és molt pantanosa i els sòls són majoritàriament histosols de torba i, a la part nord sense arbres, gelisols, és una de les zones de torberes més grans del món, que es caracteritzen per aiguamolls elevats. El pantà de Vassiugan, un dels aiguamolls més grans del món, cobreix aproximadament 51.600 km². Hi ha nombrosos llacs als extensos pantans interfluvials de la plana inundable d'Obi-Taz.

### Clima
La plana de Sibèria Occidental es caracteritza per un clima dur i força continental. La seva gran extensió de nord a sud determina una zonació climàtica clarament expressada i diferències significatives en les condicions climàtiques al nord i al sud de Sibèria occidental. El clima continental de Sibèria occidental també està molt influenciat per la proximitat de l'oceà Àrtic. El terreny pla facilita l'intercanvi de masses d'aire entre les seves regions nord i sud.

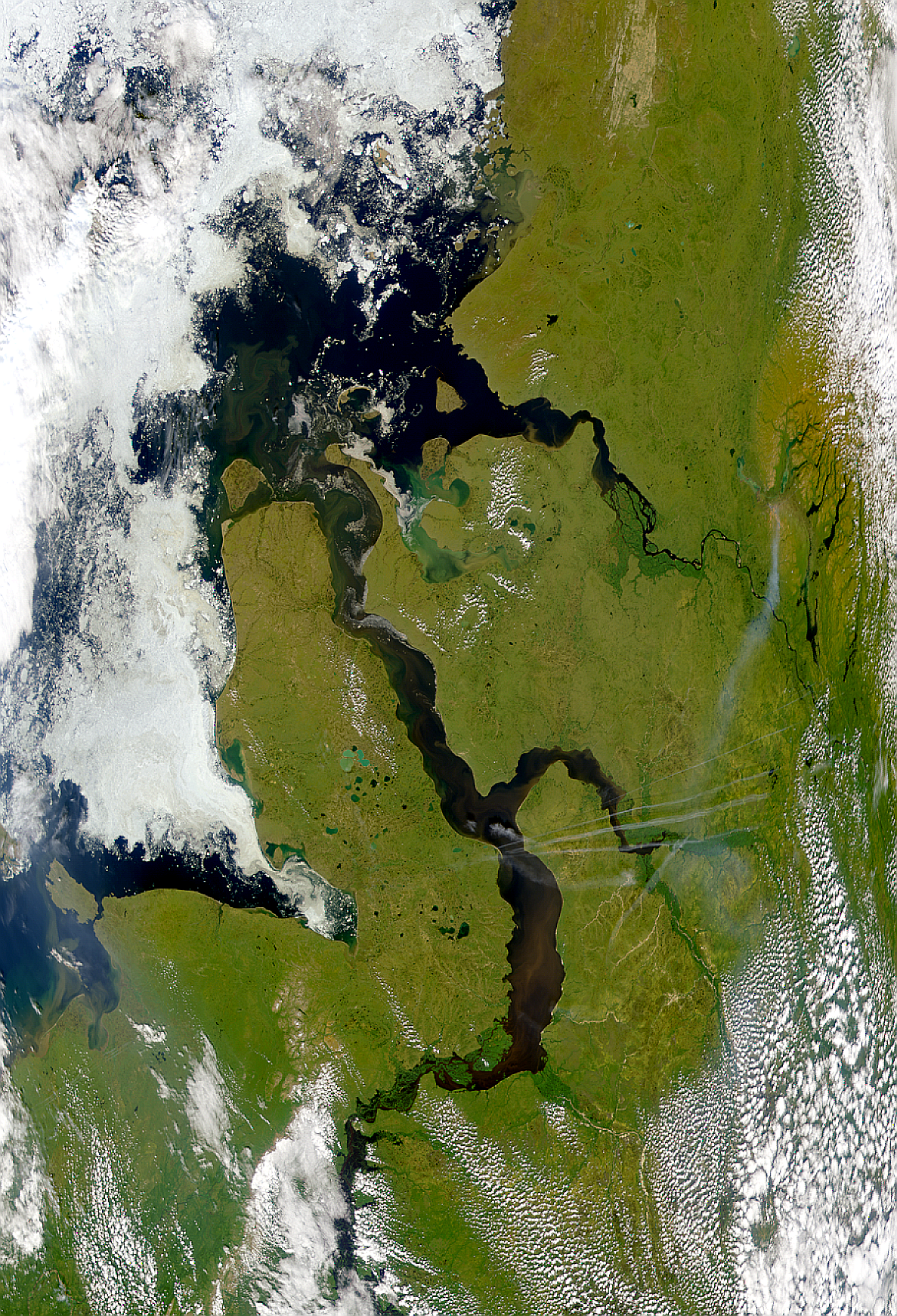
Al nord de la plana de Sibèria Occidental - penínsules de Yamal, Tazovsky i Gydansky

Durant el període fred, dins de la plana, es produeix una interacció entre una zona de pressió atmosfèrica relativament alta situada sobre la part sud de la plana i una zona de baixes pressions, que a la primera meitat de l'hivern s'estén sobre el mar de Kara i les penínsules del nord. A l'hivern predominen les masses d'aire continental de latituds temperades, que provenen de la Sibèria oriental o es formen localment a conseqüència del refredament de l'aire sobre el territori de la plana.
Els ciclons sovint travessen la zona fronterera de zones d'alta i baixa pressió. Per tant, a l'hivern el clima a les províncies costaneres és molt inestable; A la costa de Yamal i la península de Gydan es produeixen forts vents, la velocitat dels quals arriba als 35–40 m/s. La temperatura aquí és fins i tot una mica més alta que a les províncies de tundra forestal veïnes, situades entre els 66 i els 69 ° NO. Tanmateix, més al sud, les temperatures hivernals tornen a pujar gradualment. En general, l'hivern es caracteritza per temperatures baixes estables i pocs desgels. Les temperatures mínimes a tot l'oest de Sibèria són gairebé les mateixes. Fins i tot a prop de la frontera sud del país, a Barnaul, hi ha gelades fins a −50−52 °C. La primavera és curta, seca i relativament freda; abril, fins i tot a la zona del bosc-pantà, encara no és un mes del tot primaveral.
A l'estació càlida, s'estableix una baixa pressió a l'oest de Sibèria i es forma una zona de pressió més alta sobre l'oceà Àrtic. En relació amb aquest estiu, predominen els vents febles del nord o del nord-est i augmenta notablement el paper del transport aeri de ponent. Al maig es produeix un ràpid augment de les temperatures, però sovint, quan entren les masses d'aire àrtiques, hi ha retorns de fred i gelades. El mes més càlid és juliol, la temperatura mitjana del qual és de 3,6 °C a l'illa de Bely i 21-22 °C a la regió de Pavlodar. La temperatura màxima absoluta va des dels 21 °C al nord (illa de Bely) fins als 41° a les regions extremes del sud (Rubtsovsk). Les altes temperatures d'estiu a la meitat sud de la Sibèria occidental s'expliquen per l'arribada d'aire continental escalfat del sud del Kazakhstan i l'Àsia central.

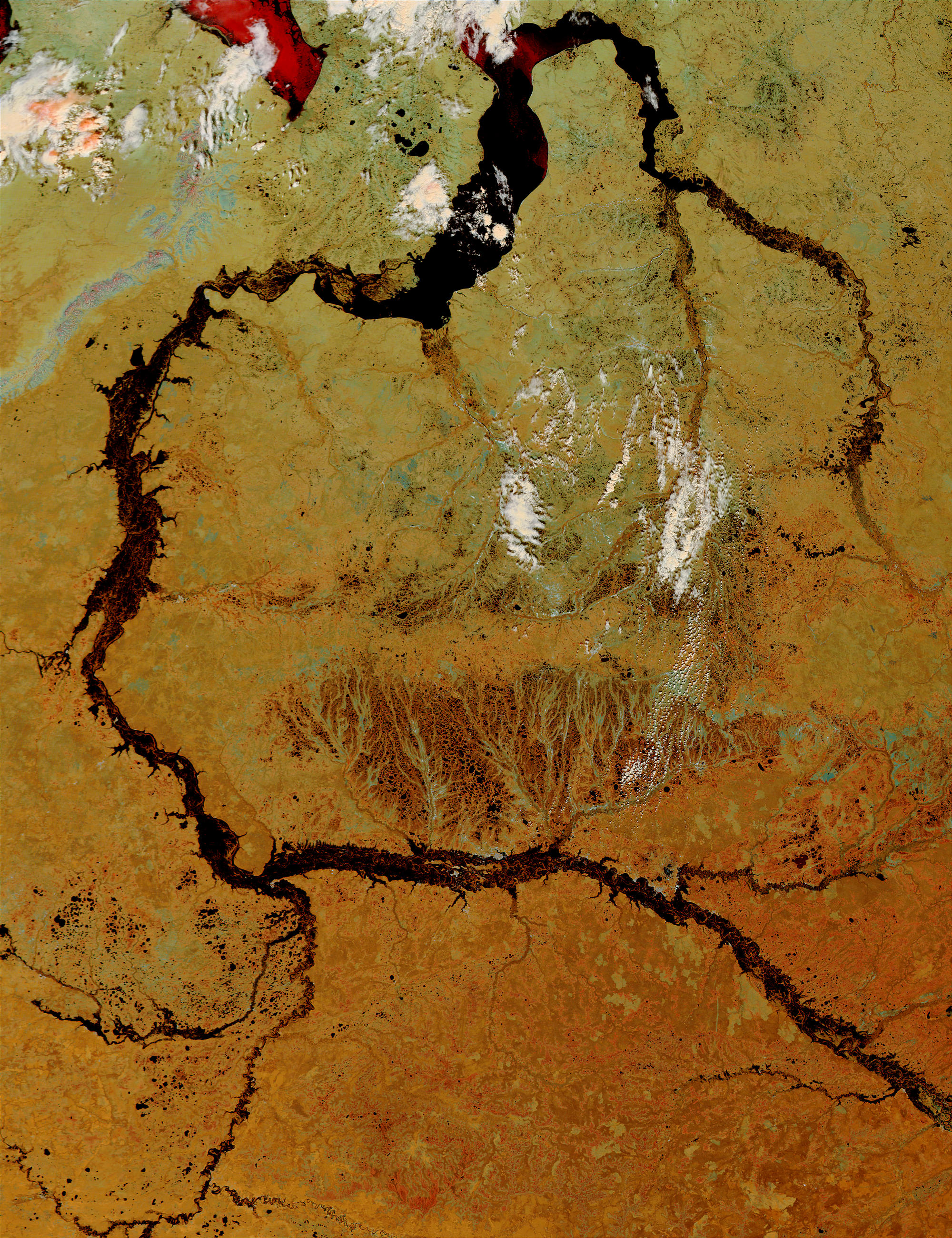
Plana de Sibèria Occidental. Creu dels rius Taz i Obi. juliol de 2002

La major part de la precipitació cau a l'estiu i és portada per masses d'aire procedents de l'oest, de l'Atlàntic. Entre maig i octubre, Sibèria occidental rep fins al 70-80% de les seves precipitacions anuals. N'hi ha sobretot molts als mesos de juliol i agost, la qual cosa s'explica per una intensa activitat al front àrtic i polar. La quantitat de precipitació hivernal és relativament petita i oscil·la entre 5 i 20–30 mm/mes. Al sud, durant uns quants mesos d'hivern de vegades no hi ha neu. Hi ha importants fluctuacions de precipitació entre anys. Així, a la zona forestal-estepa, on amb una precipitació mitjana a llarg termini d'uns 300–350 mm/any cauen fins a 550–600 mm/any en anys humits, i només 170–180 mm/any en anys secs. Les regions extremes del sud de Sibèria occidental es caracteritzen per les sequeres, que es produeixen principalment al maig i juny.
La durada de la coberta de neu a les regions del nord arriba als 240-270 dies, i al sud uns 160-170 dies. El gruix de la coberta de neu a les zones de tundra i estepa al febrer és de 20–40 cm, a la zona del bosc-pantà, de 50–60 cm a l'oest fins a 70–100 cm a les regions orientals del Ienisei.
El clima dur de les regions del nord de Sibèria occidental contribueix a la congelació del sòl i al permafrost generalitzat. A les penínsules de Yamal, Tazovsky i Gydansky, el permagel es troba a tot arreu. En aquestes zones de distribució contínua (fusionada), el gruix de la capa congelada és molt important (fins a 300–600 m), i les seves temperatures són baixes (a les zones de conca hidrogràfica - 4 a -9 °C, a les valls -2 a 8 °C. Al sud, dins de la taigà del nord fins a una latitud d'aproximadament 64°, el permagel es produeix en forma d'illes aïllades intercalades amb taliks. El seu gruix disminueix, les temperatures s'eleven a 0,5–1 °C, i també augmenta la profunditat de la descongelació estival, especialment a les zones compostes per roques minerals.

## Geologia

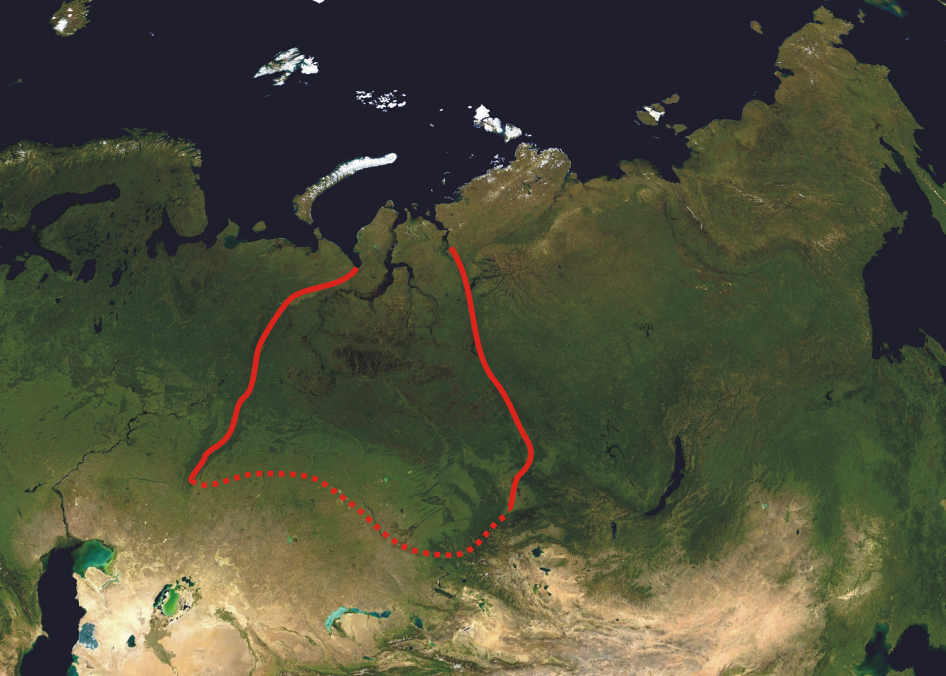
Plana de Sibèria occidental en un mapa per satèl·lit del nord d'Àsia

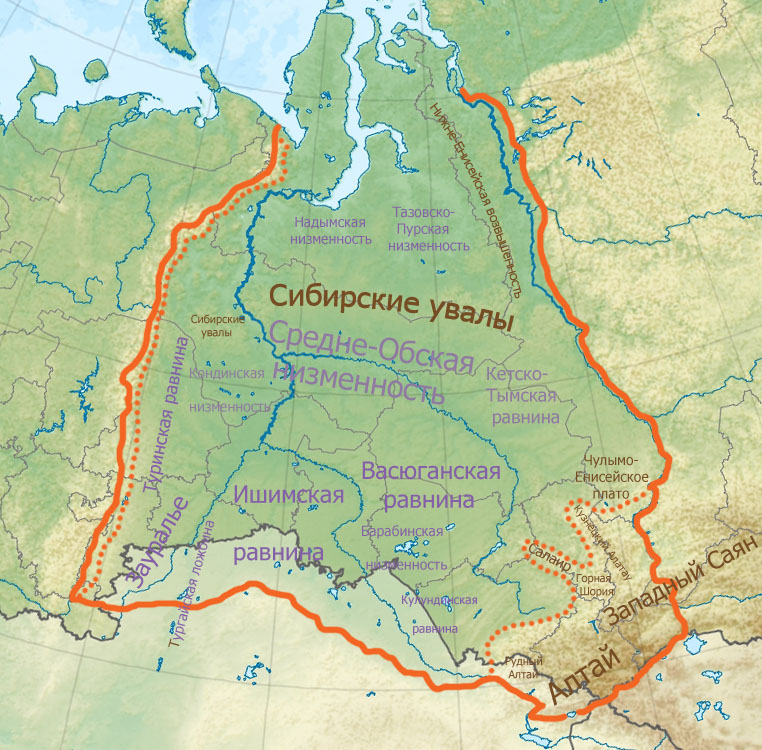
Mapa de la plana de Sibèria Occidental que mostra les seves subdivisions

La plana de Sibèria Occidental consta principalment de dipòsits al·luvials cenozoics i és extraordinàriament plana. Una pujada de cinquanta metres del nivell del mar faria inundar tota la terra entre l'oceà Àrtic i la confluència Obi - Irtix prop de Khanti-Mansisk (vegeu també Estret de Turgai, llac glacial de Sibèria occidental). És una regió de l'escorça terrestre que ha patit una subsidència prolongada i està formada per dipòsits horitzontals de fa fins a 65 milions d'anys. Molts dels dipòsits d'aquesta plana són el resultat de les preses de gel que van invertir el cabal dels rius Obi i Ienissei, redirigint-los al mar Caspi, i potser també al mar d'Aral.

## Flora i fauna
La plana té vuit regions de vegetació diferents: tundra, bosc-tundra, taigà septentrional, taigà mitjana, taigà meridional, bosc sub-taigà, bosc-estepa i estepa. El nombre d'espècies animals a la plana de Sibèria Occidental oscil·la entre almenys 107 a la tundra i 278 o més a la regió de l'estepa forestal. Al sud de la plana, on el permagel és en gran part absent, les riques praderies que són una extensió de l'estepa kazakh van formar la vegetació original, que gairebé tota havia quedat neta a principis del segle XXI.
El nombre d'espècies animals de la plana de Sibèria occidental oscil·la entre 107 a la tundra i 278 a l'estepa boscosa. Quan els rius com el Ienissei i Angara comencen a desgelar-se al sud encara no ho han fet al nord per la qual cosa la plana s'inunda en gran part. El clima és subàrtic o continental.

## Hidrografia
El territori de la plana es troba dins de la gran conca artesiana de Sibèria Occidental, en la qual els hidrogeòlegs distingeixen diverses conques de segon ordre: Tobolsk, Irtysh, Kulunda-Barnaul, Chulym, Obi, etc. A causa del gran gruix de la coberta de sediments solts, constituït per roques alternants permeables (arenes, gresos) i impermeables, les conques artesianes es caracteritzen per un nombre important d'aqüífers associats a formacions de diferents edats: Juràssic, Cretaci, Paleogen i Quaternari. La qualitat de les aigües subterrànies en aquests horitzons és molt diferent. En la majoria dels casos, les aigües artesianes dels horitzons profunds estan més mineralitzades que les que es troben més a prop de la superfície.
Més de 2.000 rius flueixen al territori de la plana de Sibèria Occidental, la longitud total dels quals supera els 250.000 km. Aquests rius porten anualment al mar de Kara uns 1.200 km³ d'aigua, 5 vegades més que el Volga. La densitat de la xarxa fluvial no és molt gran i varia en diferents llocs segons la topografia i les característiques climàtiques: a la conca de Tavda arriba als 350 km, i a l'estepa forestal de Barabinsk, només 29 km per 1000 km². Algunes regions del sud del país amb una superfície total de més de 445.000 km² pertanyen a zones de drenatge tancat i es distingeixen per una abundància de llacs sense drenatge.
Les principals fonts de nutrició de la majoria dels rius són les aigües de neu fosa i les pluges d'estiu-tardor. D'acord amb la naturalesa de les fonts d'aliment, l'escorrentia és desigual al llarg de les estacions: aproximadament el 70-80% de la seva quantitat anual es produeix a la primavera i l'estiu. Sobretot, molta aigua baixa durant la riuada de primavera, quan el nivell dels grans rius augmenta de 7 a 12 m (al tram inferior del Ienisei fins i tot fins a 15–18 m). Durant molt de temps (al sud - cinc, i al nord - vuit mesos) els rius de Sibèria occidental estan congelats. Per tant, no més del 10% de l'escorrentia anual es produeix als mesos d'hivern.
Els rius de Sibèria occidental, inclosos els més grans - Obi, Irtix i Ienisei, es caracteritzen per lleugers pendents i velocitats de cabal baixes. Per exemple, la caiguda de la llera del riu Obi a la zona des de Novosibirsk fins a la desembocadura en una distància de 3000 km és de només 90 m, i la seva velocitat de flux no supera els 0,5 m/s.
Hi ha prop d'un milió de llacs a la plana de Sibèria Occidental, amb una superfície total de més de 100.000 km². Segons l'origen de les conques, es divideixen en uns quants grups: les que ocupen el desnivell primari del terreny pla; termokarst; morrena-glacial; llacs de les valls fluvials, que al seu torn es divideixen en llacs inundables i llacs oxbow. Llacs peculiars - boires - es troben a la part dels Urals. Es troben en amplies valls, es desborden a la primavera, redueixen dràsticament la seva mida a l'estiu, i a la tardor molts dessón del tot. A les regions del sud, els llacs sovint s'omplen d'aigua salada. La terra baixa de Sibèria Occidental té el rècord mundial de nombre de pantans per unitat de superfície (l'àrea de la zona humida és d'uns 800.000 quilòmetres quadrats). Les raons d'aquest fenomen són els següents factors: l'excés d'humitat, la topografia plana, el permagrl i la capacitat de la torba, que aquí està disponible en grans quantitats, per retenir una quantitat important d'aigua.